# Angerská jaderná elektrárna
Angerská jaderná elektrárna (portugalsky Central nuclear de Angra) je jedinou provozní jadernou elektrárnou v Brazílii. Nachází se na Praia de Itaorna ve spolkovém státě Rio de Janeiro. Elektrárna je první z původně plánovaných až čtyř jaderných elektráren v Brazílii. Elektrárnu vlastní a provozuje společnost Electronuclear, která spadá pod Electrobras. Jmenovitý hrubý výkon elektrárny činí 1990 MW. Ve výstavbě ještě jeden reaktor o hrubém výkonu 1405 MW.

## Historie a technické informace

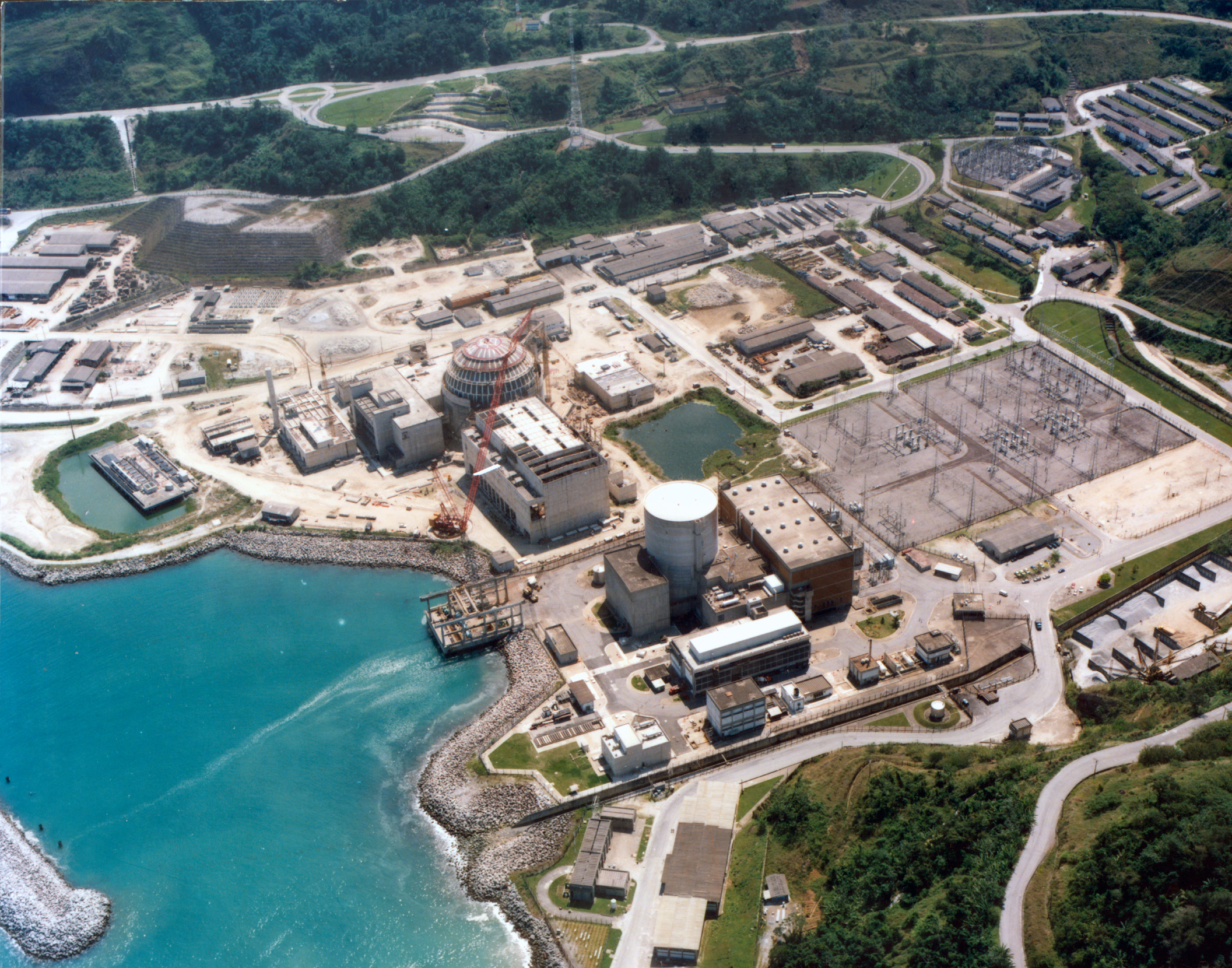
Letecký snímek z 90. let, který zachycuje výstavbu druhého reaktoru

### Počátky
Plán na výstavbu jaderné elektrárny byl realizován podáním mezinárodního výběrového řízení v roce 1970. Již dříve existovaly záminky na vybudování jaderného zařízení o výkonu od 150 do 200 MW, ale nebyly uskutečněny. Elektrárna měla stát u města Mambucaba.

### Blok 1
Toto řízení pro první blok vyhrála americká společnost Westinghouse. Jeho výstavba započala dne 1. dubna 1971. Jde o tlakovodní dvousmyčkový reaktor Westinghouse M212 o hrubém výkonu 640 MW a čistém výkonu 609 MW. K jeho připojení k síti došlo dne 1. dubna 1982 a do komerčního provozu reaktor jedna přešel po dokončení bezpečnostních testů dne 1. ledna 1985. Jednalo se o první komerční jaderný reaktor v Brazílii.

### Blok 2
Pro výstavbu druhého a třetího bloku byla vybrána německá společnost KWU, stejně jako pro výstavbu další jaderné elektrárny Iguape. Zvolen byl tlakovodní čtyřsmyčkový reaktor KWU PWR-1300 o hrubém výkonu 1350 MW a čistém výkonu 1275 MW. Jeho výstavba začala 1. ledna 1976. Původně měl být připojen do sítě na začátku 80. let, ale kvůli ekonomickým problémům, se kterými se země v tu dobu potýkala, byla výstavba v roce 1986 zastavena. Stejně tak byly ve stejném roce zastaveny přípravné práce na bloku tři. V roce 1991 se Brazílie rozhodla druhý blok dokončit. Pro dostavbu v roce 1995 vzniklo konsorcium UNAMON, které zahájilo svou činnost na místě v lednu 1996. Dostavba trvala 4 let a do sítě byl blok konečně připojen 21. července 2000. Komerční provoz byl zahájen 1. února 2001. Výstavba trvala celkem 24 let.

### Blok 3
Technologie pro blok Angra-3 byla zakoupena z Německa v roce 1985 za 750 milionů německých marek. Přípravné výkopové práce na výstavbě třetího reaktoru započaly v roce 1984 a spuštění mělo proběhnout v roce 1990, ale veškeré práce na projektu byly zastaveny v roce 1986, stejně jako na druhém bloku. Projekt zůstal opuštěn až do roku 2007, kdy dal tehdejší prezident Luiz Inácio da Silva zelenou dostavbě třetího reaktoru. V prosinci 2008 podepsala společnost Energonuclear se společností Areva dohodu o průmyslové spolupráci. Dne 31. května 2010 udělila Národní komise pro jadernou energetiku Brazílie licenci na dostavbu třetího bloku. Dostavba byla zahájena 1. června 2010 a původně měl být reaktor uveden do provozu do konce roku 2018.
V roce 2014 se Areva rozhodla snížit objem prací na staveništi, protože bylo podfinancované; Electronuclear nedodával dostatek financí, které by stavbu pokryly. V roce 2015 byla výstavba bloku opět zastavena.
V roce 2017 brazilská vláda oznámila, že elektrárna bude vydražena soukromým investorům. V červnu 2021 vyhrálo konsorcium výběrové řízení na dokončení reaktoru a elektrárna měla být uvedena do provozu v listopadu 2026.
19. dubna 2023 vedení města Angra dos Reis nařídilo zastavit práce na dostavbě Angra 3. Údajně proto, že „Eletronuclear provádí projekt, který není v souladu s tím, co vedení schválilo“. Má jít o modifikace v projektu, 
které nebyly předem schváleny. Electronuclear podle všeho musí zaplatit kompenzaci 264 milionů brazilských realů z roku 2009, aby mohlo být stavební povolení opět uděleno. K lednu 2024 výstavba stojí. V lednu 2025 bylo odhadnuto, že zvýšení nákladů, které se pojí se zastavením stavby bude činit 21 miliard realů. Výstavba byla tehdy hotova ze 67% a její obnovení se plánovalo na rok 2025. Uveden do provozu by blok měl být v roce 2031.

## Galerie
- Model reaktoru Angra II v návštěvnickém centru elektrárny
- Model tlakové nádoby a aktivní zóny Angra II v návštěvnickém centru elektrárny
- Staveniště Angra III v roce 2015

## Informace o reaktorech
| Reaktor | Typ reaktoru      | Výkon   | Výkon   | Zahájení výstavby  | Připojení k síti | Uvedení do provozu | Uzavření |
| Reaktor | Typ reaktoru      | Čistý   | Hrubý   | Zahájení výstavby  | Připojení k síti | Uvedení do provozu | Uzavření |
| ------- | ----------------- | ------- | ------- | ------------------ | ---------------- | ------------------ | -------- |
| Angra-1 | Westinghouse M212 | 609 MW  | 640 MW  | 1. 5. 1971         | 1. 4. 1982       | 1. 1. 1985         |          |
| Angra-2 | KWU PWR-1300      | 1275 MW | 1350 MW | 1. 1. 1976         | 21. 7. 2000      | 1. 2. 2001         |          |
| Angra-3 | KWU PWR-1300      | 1340 MW | 1405 MW | 30. 5. 2010 (1984) |                  | 2031               |          |